# Temsa Avenue
Der Temsa Avenue ist ein niederfluriger Stadtbus, den Termomekanik Sanayi ve Ticaret im türkischen Temsa-Werk Adana seit 2018 produziert. 2017 stellte der Hersteller auf der Busworld Europe Kortrijk in der belgischen Stadt Courtrai den Avenue Electron vor, der in Zusammenarbeit mit dem US-kanadischen Unternehmen Dana TM4 (einem Joint Venture zwischen Dana Incorporated und Hydro-Québec) gebaut wird.

## Allgemeines
Der Temsa Avenue ist ein Niederflurbus, der für den Stadtbusverkehr entwickelt wurde. Er ist vor allem in Deutschland und in der Türkei verbreitet.
Er wird von einem Cummins-6-Zylinder-Reihenmotor mit einer maximalen Leistung von 204 kW (280 PS) bzw. 224 kW (300 PS) in der CNG-Version angetrieben. Die Elektroversion wird von einem dreiphasigen, durch Permanentmagnete erregten Dana-TM4-SUMO-Synchronmotor mit einer maximalen Leistung von 250 kW angetrieben.

## Fahrzeugdaten
- Länge: 11,995 m
- Breite: 2,55 m
- Höhe: 3,2 m, 3,237 m (Elektrobus), 3,54 m (CNG-Version)